# Голос (газета)
«Голос» — популярна політична і літературна газета, яка виходила в Санкт-Петербурзі щодня з 1863 року по 1-1,5 аркуші, а з 1875 року по 1,5-2 аркуші, перестала видаватися в 1883; видавець-редактор А. О. Краєвський.
«Голос» був представником ліберальної буржуазії і капіталізму. Завданням «Голосу» було служити практичній розробці нових реформ; він висловлювався «за діяльну реформу» і «проти стрибків і марної ломки». "Ми, — заявляла редакція — не розходимося з основними положеннями науки, але поважаємо й історичні основи. Ми не вдаємося в теоретизування … Ми не хочемо лестити уряду, але не бажаємо лестити і народу, не хочемо підігравати й нетерплячим ". Його охоронний напрямок значно послабшав зі вступом в 1871 році до редакції В. О. Більбасова, який працював в якості фактичного редактора до припинення газети. У сфері економічній особливо близькі були для «Голосу» інтереси промисловості і торгівлі. У справі освіти газета була проти винятковості класицизму і вимагала для середньої школи самостійного статусу не тільки в якості переходу до університету.
Була опозиційною до таких періодичних видань, як «Гражданин», «Русский вестник», «Московские ведомости». У ній друкували цикл статей «Література і життя» О. Плещеєва (криптонім Р.), оглядові нариси літератури В. Чуйка (криптонім X. У. X.), літературний літопис І. Веденського тощо, а також твори українських письменників, зокрема М. Старицького, публіцистику В. Горленка, рецензію І. Прижова на видання «Кобзаря» (1867) Т. Шевченка та ін.